# Priyanka Yoshikawa
Priyanka Yoshikawa (吉川 プリアンカ, Yoshikawa Purianka, née le 20 janvier 1994 à Tokyo, au Japon) est une dresseuse d'éléphants et gagnante du concours Miss Monde Japon 2016, couronnée le 6 septembre 2016. Son père, de Yoshikawa est originaire du Bengale et sa mère est japonaise. Elle représentera le Japon, au concours Miss Monde 2016, à Washington, en décembre 2016.

## Source de la traduction
- (en) Cet article est partiellement ou en totalité issu de l’article de Wikipédia en anglais intitulé « Priyanka Yoshikawa » (voir la liste des auteurs).